# Советский переулок (Санкт-Петербург)
Сове́тский переу́лок — переулок в Адмиралтейском районе Санкт-Петербурга. Проходит от 1-й Красноармейской улицы до 7-й Красноармейской улицы.

## История названия
5 марта 1871 года присвоено название Гарновская улица, от Гарновских казарм Измайловского лейб-гвардии полка (находятся напротив проезда по 1-й Красноармейской улице, 13), названных так из-за того, что в конце XVIII века, до выкупа здания для устройства казарм, оно принадлежало полковнику М. А. Гарновскому.
Современное название Советский переулок присвоено 1 апреля 1921 года.

## История

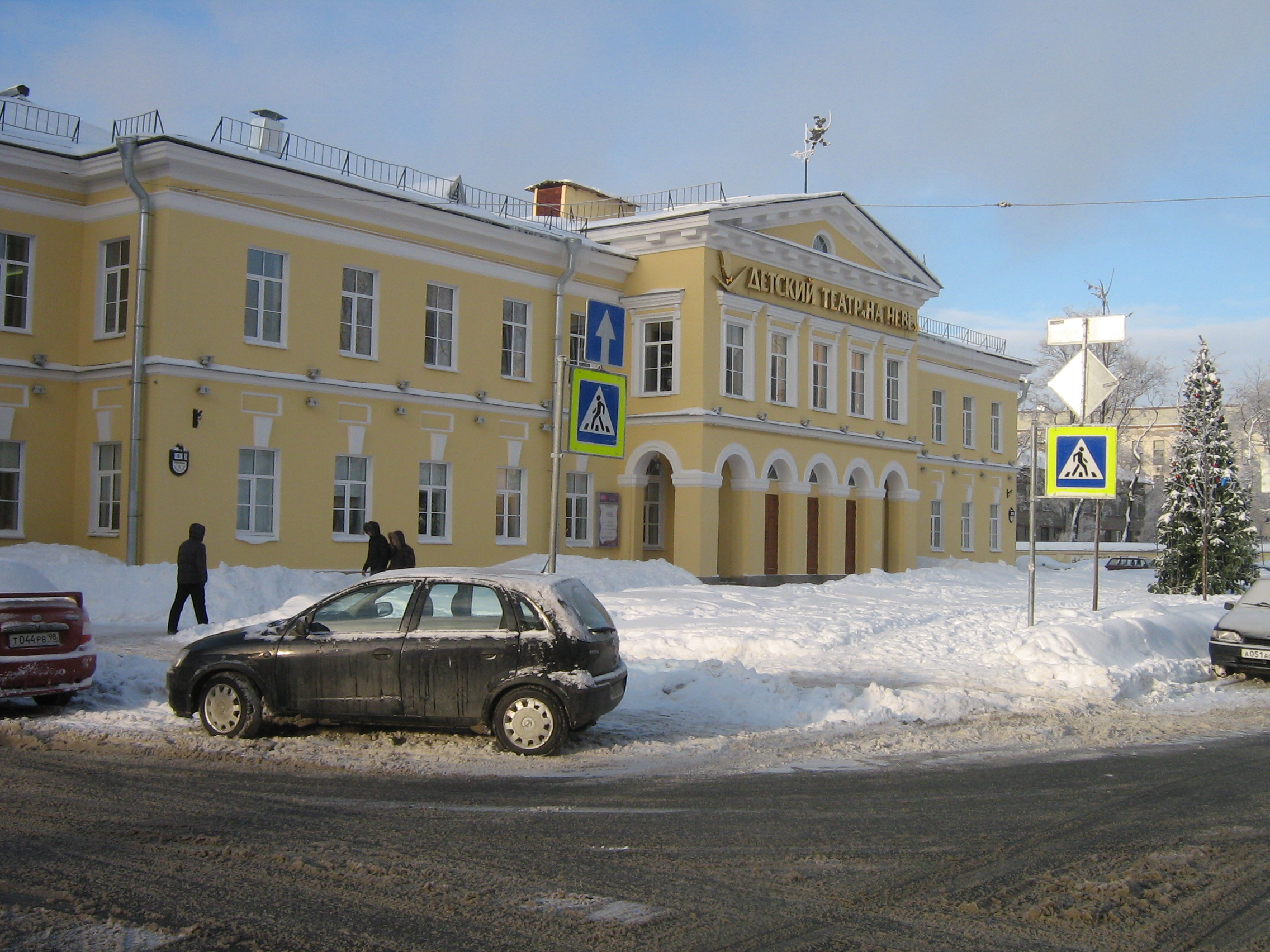
Детский театр «На Неве»

## Достопримечательности
- Санкт-Петербургский государственный детский драматический театр «На Неве» (дом 5).
- В средней школе № 281 с углублённым изучением химии в Советском переулке (дом 4/15) получил среднее (полное) общее образование президент Российской Федерации Владимир Путин[2][3][4][5][6][7].